# Требуха по-мадридски
Требуха по-мадридски, ка́льос по-мадридски, ка́льос а-ла мадриле́нья (исп. callos a la madrileña) — типичное горячее и калорийное блюдо мадридской кухни, пользующееся особой популярностью в зимнее время. Представляет собой порезанную кусочками говяжью (предпочтительнее телячью) или овечью требуху, тушённую с ломтиками чорисо, морсильи и хамона. Имеет специфический и острый вкус, который, по мнению некоторых, может отпугивать иностранцев.
Требуху по-мадридски подают во многих барах и ресторанах испанской столицы как самостоятельное блюдо, обычно в глубоких глазурованных глиняных мисках, или в качестве тапас. Наиболее вкусной считается «суточная» требуха. Требуху едят, макая рукой в соус белый хлеб, к блюду принято подавать как красное, так и белое вино. Аналогичные блюда из требухи готовят и в других регионах Испании: в Астурии добавляют местную морсилью, в Каталонии — нут. Другой кулинарный фаворит Мадрида — косидо по-мадридски.
Точной информации о происхождении блюда нет, сохранились рецепты, датированные 1599 годом. Блюдо из требухи упоминается в романе «Гусман де Альфараче» Матео Алемана. В 1607 году рецепт фигурирует у повара Доминго Эрнандеса де Масераса под названием «яство из говяжьей требухи». История требухи по-мадридски началась в тавернах и привела её в самые престижные рестораны. В XIX веке его подавали в престижном мадридском ресторане французской кухни «Ларди».
Для приготовления требухи по-мадридски ингредиенты долго тушат на малом огне с паприкой, которая придаёт блюду характерный красноватый цвет, томатным соусом, чесноком и пряностями: гвоздикой, лавровым листом, мускатным орехом, тимьяном и розмарином. Желатин из требухи должен выделиться в соус и равномерно распределиться между прочими ингредиентами. Требуха по-мадридски считается достаточно дешёвым блюдом ввиду невысокой стоимости его ингредиентов, тем не менее, из-за длительного времени приготовления считается, что готовить требуху дома сложно и утомительно, и супермаркеты предлагают требуху по-мадридски в готовом виде.